# Kay Wiestål
Kay-Arne Arvid Wiestål (Holmsund, 16 de octubre de 1940 - 14 de noviembre de 2020) fue un futbolista y empresario sueco.

## Biografía
Wiestål nació el 16 de octubre de 1940 en Holmsund, un pueblo pequeño en la Provincia de Västerbotten. 
Jugó para el Djurgårdens IF Fotboll y ganó la Allsvenskan en 1966. Más tarde jugó en la Liga de Fútbol estadounidense para Oakland Clippers y St. Louis Stars. En 1970, se unió a Ope IF como gerente de juego.
En febrero de 2020 recibió la medalla del rey de Suecia.

## Fallecimiento
Kay Wiestål falleció el 14 de noviembre de 2020, a la edad de ochenta años, por causa del COVID-19.